# Hevad Khan
Hevad Khan (Poughkeepsie, 1985) is een professionele pokerspeler uit de Verenigde Staten. In 2007 haalde hij de 6e plaats in de Main Event van de World Series of Poker. Khan speelt online onder het pseudoniem RaiNKhaN.
Khan maakt deel uit van een door PokerStars gesponsorde groep pokerprofessionals genaamd 'Team PokerStars'. Hij won tot en met juni 2014 meer dan $2.500.000 in live toernooien.

## Online poker
Khan is bekend geworden door het multi-table spelen van online toernooien. Zo veel tegelijk zelfs dat hij zich liet filmen voor een YouTube filmpje door een vriend terwijl hij 26 sit & go toernooien tegelijk speelde, alleen om te bewijzen dat hij geen pokerbot was.